# Nāḩiyat Şalinfah
Nāḩiyat Şalinfah (arabiska: ناحية صلنفة) är ett subdistrikt i Syrien.   Det ligger i provinsen Latakia, i den västra delen av landet, 230 km norr om huvudstaden Damaskus.
I omgivningarna runt Nāḩiyat Şalinfah växer i huvudsak blandskog. Runt Nāḩiyat Şalinfah är det tätbefolkat, med 383 invånare per kvadratkilometer.